# Tamerza
Tamerza ou Tameghza (em árabe: تمغزة) é uma aldeia do sul da Tunísia e a capital da delegação (espécie de distrito ou grande município) homónima, a qual faz parte da província (gouvernorat) de Tozeur. Em 2004, a delegação tinha 2 169 habitantes.
Tamerza é o maior oásis de montanha da Tunísia. Encontra-se a cerca de 5 km em linha reta da fronteira com a Argélia (15 km por estrada), 65 km a norte de Tozeur, 97 km a oeste de Gafsa e 465 km a sudoeste de Tunes (distâncias por estrada).
A localidade remonta pelo menos ao período romano, quando se chamava Ad Turres e fazia parte do limes saariano. Teve funções de defesa das fronteiras do Império Romano antes de se tornar a sede de uma diocese durante o período bizantino. Em algumas casas da aldeia encontram-se vestígios de materiais antigos.[carece de fontes?]
A mancha verde do palmeiral de Tamerza destaca-se no ambiente mineral árido envolvente. Na imediações do oásis encontra-se a antiga aldeia, abandonada em 1969, após as inundações que causaram mais de 400 mortos em toda a Tunísia. A antiga aldeia encontra-se na margem do uádi El Horchane, cujo leito amplo, nu e aplainado que revela a violência das chuvas nesta região. Só o marabuto ainda é frequentado.[carece de fontes?]
Segundo algumas fontes, a 11 de fevereiro de 1995, seis guardas nacionais tunisinos foram mortos por um comandos do Grupo Islâmico Armado, uma organização terrorista islâmica argelina. Apesar do atentado ter sido reivindicado a 20 de fevereiro, as autoridades tunisinas negaram ter sido um atentado e descreveram o incidente como um mero acidente rodoviário.
Na região foram filmadas algumas cenas do filme O Paciente Inglês, de 1996.[carece de fontes?]